# Temporada 1964-65 de los Boston Celtics
La temporada 1964-65 fue la decimonovena de los Boston Celtics en la NBA. La temporada regular acabó con 62 victorias y 18 derrotas, clasificándose para los playoffs, en los que alcanzaron las Finales por noveno año consecutivo, derrotando en las mismas a Los Angeles Lakers, consiguiendo su octavo anillo, el séptimo de forma consecutiva.

## Elecciones en elDraft
| Ronda | Puesto | Jugador       | Posición  | Nacionalidad   | Universidad  |
| ----- | ------ | ------------- | --------- | -------------- | ------------ |
| 1     | 7      | Mel Counts    | Ala-Pívot | Estados Unidos | Oregon State |
| 2     | 16     | Ron Bonham    | Alero     | Estados Unidos | Cincinnati   |
| 3     | 25     | John Thompson | Pívot     | Estados Unidos | Providence   |
| 4     | 34     | Joe Strawder  | Pívot     | Estados Unidos | Bradley      |

## Temporada regular
| División Este        | División Este | División Este | División Este | División Este | División Este | División Este | División Este | División Este |
| Equipo               | G             | P             | %             | PD            | Casa          | Fuera         | Neutral       | Div           |
| -------------------- | ------------- | ------------- | ------------- | ------------- | ------------- | ------------- | ------------- | ------------- |
| x-Boston Celtics     | 62            | 18            | .775          | –             | 27–3          | 27–11         | 8–4           | 20–10         |
| x-Cincinnati Royals  | 48            | 32            | .600          | 14            | 25–7          | 17–21         | 6–4           | 16–14         |
| x-Philadelphia 76ers | 40            | 40            | .500          | 22            | 13–12         | 9–21          | 18–7          | 14–16         |
| New York Knicks      | 31            | 49            | .388          | 31            | 15–20         | 9–21          | 7–8           | 10–20         |

## Playoffs

### Finales de División
Boston Celtics vs. Philadelphia 76ers 
| Fecha       | Partido                                    | Ciudad     |
| ----------- | ------------------------------------------ | ---------- |
| 4 de abril  | Boston Celtics 108, Philadelphia 76ers 98  | Boston     |
| 6 de abril  | Philadelphia 76ers 109, Boston Celtics 103 | Filadelfia |
| 8 de abril  | Boston Celtics 112, Philadelphia 76ers 94  | Boston     |
| 9 de abril  | Philadelphia 76ers 134, Boston Celtics 131 | Filadelfia |
| 11 de abril | Boston Celtics 114, Philadelphia 76ers 108 | Boston     |
| 13 de abril | Philadelphia 76ers 112, Boston Celtics 106 | Filadelfia |
| 15 de abril | Boston Celtics 110, Philadelphia 76ers 109 | Boston     |
|             | Boston Celtics gana las series 4-3         |            |

### Finales de la NBA
Boston Celtics - Los Angeles Lakers
| Fecha       | Partido                                    | Ciudad      |
| ----------- | ------------------------------------------ | ----------- |
| 18 de abril | Boston Celtics 142, Los Angeles Lakers 110 | Boston      |
| 19 de abril | Boston Celtics 129, Los Angeles Lakers 123 | Boston      |
| 21 de abril | Los Angeles Lakers 126, Boston Celtics 105 | Los Ángeles |
| 23 de abril | Los Angeles Lakers 99, Boston Celtics 112  | Los Ángeles |
| 25 de abril | Boston Celtics 129, Los Angeles Lakers 96  | Boston      |
|             | Boston gana las finales 4-1                |             |

## Estadísticas
| Rk | Jugador         | Edad | P  | PT | MP   | TC   | TCI  | %TC  | TL  | TLI | %TL   | RB   | AS  | FP  | PTS  |
| 1  | Bill Russell    | 30   | 78 |    | 44.4 | 5.5  | 12.6 | .438 | 3.1 | 5.5 | .573  | 24.1 | 5.3 | 2.6 | 14.1 |
| 2  | Sam Jones       | 31   | 80 |    | 36.1 | 10.3 | 22.7 | .452 | 5.4 | 6.5 | .820  | 5.1  | 2.8 | 2.2 | 25.9 |
| 3  | K.C. Jones      | 32   | 78 |    | 31.2 | 3.2  | 8.2  | .396 | 1.8 | 2.9 | .630  | 4.1  | 5.6 | 3.4 | 8.3  |
| 4  | Tom Sanders     | 26   | 80 |    | 30.7 | 4.7  | 10.9 | .429 | 2.4 | 3.2 | .745  | 8.3  | 1.2 | 4.0 | 11.8 |
| 5  | John Havlicek   | 24   | 75 |    | 28.9 | 7.6  | 18.9 | .401 | 3.1 | 4.2 | .744  | 4.9  | 2.7 | 2.7 | 18.3 |
| 6  | Tom Heinsohn    | 30   | 67 |    | 25.5 | 5.4  | 14.2 | .383 | 2.7 | 3.4 | .795  | 6.0  | 2.3 | 3.8 | 13.6 |
| 7  | Willie Naulls   | 30   | 71 |    | 20.6 | 4.3  | 11.1 | .384 | 2.0 | 2.5 | .813  | 4.7  | 1.0 | 3.2 | 10.5 |
| 8  | Larry Siegfried | 25   | 72 |    | 13.8 | 2.4  | 5.8  | .415 | 1.5 | 1.9 | .779  | 1.9  | 1.7 | 1.5 | 6.3  |
| 9  | John Thompson   | 23   | 64 |    | 10.9 | 1.3  | 3.3  | .402 | 1.0 | 1.6 | .590  | 3.6  | 0.3 | 2.2 | 3.6  |
| 10 | Mel Counts      | 23   | 54 |    | 10.6 | 1.9  | 5.0  | .368 | 1.1 | 1.4 | .784  | 4.9  | 0.4 | 2.5 | 4.8  |
| 11 | Ron Bonham      | 22   | 37 |    | 10.0 | 2.5  | 5.9  | .414 | 2.5 | 3.0 | .821  | 2.1  | 0.5 | 0.9 | 7.4  |
| 12 | Gerry Ward      | 23   | 3  |    | 10.0 | 0.7  | 6.0  | .111 | 0.3 | 0.3 | 1.000 | 1.7  | 2.0 | 2.0 | 1.7  |
| 13 | Bevo Nordmann   | 25   | 3  |    | 8.3  | 1.0  | 1.7  | .600 | 0.0 | 0.0 |       | 2.7  | 1.0 | 1.7 | 2.0  |

## Galardones y récords
| Jugador      | Galardón                                                        |
| Bill Russell | MVP de la Temporada de la NBA Mejor quinteto de la NBA All-Star |
| Sam Jones    | 2º Mejor quinteto de la NBA All-Star                            |
| Tom Heinsohn | All-Star                                                        |
| Red Auerbach | Entrenador del Año de la NBA                                    |